# Po piątej w dżungli
Po piątej w dżungli (niem. Nach Fünf im Urwald) – niemiecka komedia romantyczna z 1995 roku w reżyserii Hansa-Christiana Schmida z Franką Potente, która wystąpiła pierwszy raz na ekranie (rola nagrodzona Bawarską Nagrodą Filmową). Zdjęcia kręcono w Altötting i Monachium.

## Obsada
- Franka Potente jako Anna
- Axel Milberg jako Wolfgang, ojciec Anny
- Dagmar Manzel jako Karin, matka Anny
- Farina Brock jako Clara, siostra Anny
- Sibylle Canonica jako Johanna
- Peter Ender jako Oliver
- Thomas Schmauser jako Simon
- Johann von Bülow jako Nick
- Max Urlacher jako Ben
- Natali Seelig jako Zille
- Simone Ascher jako Melanie
- Matthias Beier jako Mark
- Julia Thurnau jako przyjaciółka Micka
- Meike Schlüter jako specjalistka od castingu
- Wilfried Hochholdinger jako reżyser
- Carina Braunschmidt jako asystentka reżysera
- Michael Tschernow jako scenograf
- Werner Abrolat jako nauczyciel tańca
- Götz Otto jako wykidajło
- Arnd Klawitter jako pracownik stacji benzynowej

## Nagrody
- Internationale Hofer Filmtage 1995 w Hof: EASTMAN-Förderpreis dla reżysera Hansa-Christiana Schmida
- Bawarska Nagroda Filmowa za rok 1995 dla aktorki Franki Potente